# سترنیتسه
سترنیتسه (به لاتین: Strenice) یک منطقهٔ مسکونی در جمهوری چک است که در ناحیه ملادا بولسلاو واقع شده‌است.